# Андра Дей

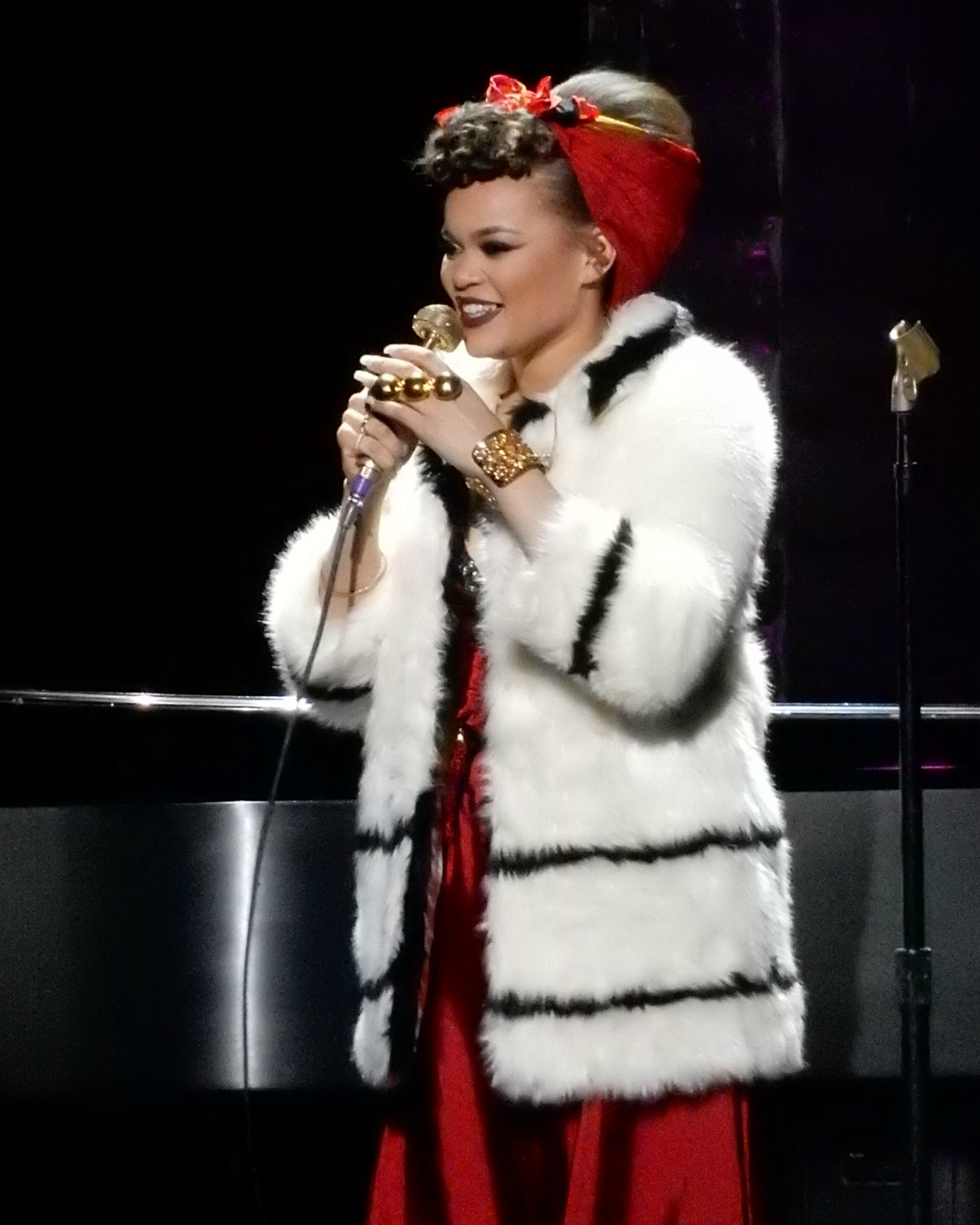
Андра Дей на концерте в зале Radio City Music Hall. Март 2016 года.

Андра Дей (англ. Andra Day, Cassandra Monique Batie; родилась 30 декабря 1984) — американская певица, актриса, соул-музыкант, автор и исполнитель. Она является обладательницей различных наград, в том числе премии «Грэмми», детской и семейной премии «Эмми», премии «Золотой глобус», а также номинирована на премию «Оскар».

## Биография
Родилась 30 декабря 1984 года в городе Спокан, штат Вашингтон (США). Полное имя при рождении Cassandra Monique Batie, сценическое имя Andra Day.
Её дебютный альбом, Cheers to the Fall, вышел в 2015 году и достиг позиции № 48 в американском хит-параде Billboard 200. На 58-й церемония «Грэмми», альбом был номинирован в категории Best R&B Album и песня «Rise Up» в категории Best R&B Performance..

## Дискография
См. также «Andra Day Discography» в английском разделе.

### Студийные альбомы
| Название            | Детали | Высшая позиция | Высшая позиция  | Высшая позиция |
| Название            | Детали | US             | US R&B/Hip- Hop | US R&B         |
| ------------------- | --- | -------------- | --------------- | -------------- |
| Cheers to the Fall  | - Дата выхода: 28 августа 2015 - Лейбл: Buskin, Warner Bros. - Форматы: CD, LP, цифровые загрузки, стриминг | 48             | 6               | 3              |
| CASSANDRA (cherith) | - Дата выхода: 10 мая 2024 - Лейбл: Warner Bros. - Форматы: Цифровые загрузки, стриминг                     | н/д            | н/д             | н/д            |

## Награды и номинации

### Academy Awards
| Год  | Номинируемая работа                    | Категория           | Результат |
| ---- | -------------------------------------- | ------------------- | --------- |
| 2021 | Соединённые Штаты против Билли Холидей | Лучшая женская роль | Номинация |

### BET Awards
| Год  | Номинируемая работа | Категория           | Результат |
| ---- | ------------------- | ------------------- | --------- |
| 2016 | «Rise Up»           | Centric Award       | Номинация |
| 2016 | Andra Day           | Лучшая R&B артистка | Номинация |
| 2016 | Andra Day           | Лучший новый артист | Номинация |

### Billboard Women in Music
| Год  | Номинируемая работа | Категория  | Результат |
| ---- | ------------------- | ---------- | --------- |
| 2016 | Andra Day           | Powerhouse | Победа    |

### CMT Music Awards
| Год  | Номинируемая работа      | Категория            | Результат |
| ---- | ------------------------ | -------------------- | --------- |
| 2018 | «Stand Up for Something» | CMT выступление года | Номинация |

### Critics' Choice Movie Awards
| Год  | Номинируемая работа                    | Категория      | Результат |
| ---- | -------------------------------------- | -------------- | --------- |
| 2021 | Соединённые Штаты против Билли Холидей | Лучшая актриса | Номинация |
| 2021 | «Tigress & Tweed»                      | Лучшая песня   | Номинация |

### Daytime Emmy Awards
| Год  | Категория                                             | Работа               | Результат | Ссылка |
| ---- | ----------------------------------------------------- | -------------------- | --------- | ------ |
| 2018 | Выдающееся музыкальное исполнение в дневной программе | «Rise Up» (The View) | Номинация | [ 12 ] |

### Golden Globe Awards
| Год  | Номинируемая работа                    | Категория                   | Результат |
| ---- | -------------------------------------- | --------------------------- | --------- |
| 2021 | Соединённые Штаты против Билли Холидей | Лучшая женская роль — драма | Победа    |
| 2021 | «Tigress & Tweed»                      | Лучшая песня                | Номинация |

### Grammy Awards
| Год  | Номинируемая работа | Категория                 | Результат |
| ---- | ------------------- | ------------------------- | --------- |
| 2016 | «Rise Up»           | Лучшее R&B-исполнение     | Номинация |
| 2016 | Cheers to the Fall  | Лучший альбом в стиле R&B | Номинация |

### NAACP Awards
| Год  | Номинируемая работа      | Категория               | Результат |
| ---- | ------------------------ | ----------------------- | --------- |
| 2016 | Andra Day                | Выдающийся новый артист | Номинация |
| 2018 | «Stand Up for Something» | Выдающаяся артистка     | Номинация |
| 2018 | «Stand Up for Something» | Лучший дуэт или группа  | Номинация |

### Soul Train Awards
| Год  | Номинируемая работа | Категория                                | Результат |
| ---- | ------------------- | ---------------------------------------- | --------- |
| 2016 | Andra Day           | Лучший новый артист                      | Номинация |
| 2016 | «Rise Up»           | The Ashford & Simpson Songwriter’s Award | Победа    |